# Chusquea anelythra
Chusquea anelythra är en gräsart som beskrevs av Christian Gottfried Daniel Nees von Esenbeck. Chusquea anelythra ingår i släktet Chusquea och familjen gräs. Inga underarter finns listade i Catalogue of Life.